# Królik doświadczalny 5: Android z Notre Dame
Królik doświadczalny 5: Android z Notre Dame (ang. Guinea Pig: Android of Notre Dame) – piąta, przedostatnia część serii Królik doświadczalny w reżyserii Kazuhito Kuramoto z 1988 roku.

## Obsada
- Keiko: Yumi Iori
- Katou: Taguchi Tomorowo
- siostra Karasawy: Mio Takaki
- Karasawa: Toshihiko Hino
- leżące ciało: Mirei

## Opis fabuły
Historia szalonego naukowca, który poszukuje leku dla swej nieuleczalnie chorej siostry. Początkowe eksperymenty na zwierzętach nie przynoszą oczekiwanego rezultatu, ale pewnego dnia do naukowca zgłasza się tajemniczy Kato, który ofiarowuje mu świeże kobiece ciało za 10 milionów jenów. Interes zostaje ubity.